# Denguélé
Denguélé (fr.: District du Denguélé) – jeden z czternastu dystryktów Wybrzeża Kości Słoniowej, położony w północno-zachodniej części kraju, przy granicy z Gwineą i Mali. Stolicą dystryktu jest Odienné. Jest najrzadziej zaludnionym regionem kraju, z gęstością 13,87 mieszkańców na km².

## Podział administracyjny
Dystrykt Denguélé dzieli się na 2 regiony:
- Region Folon (stolica w Minignan)
  - Departament Kaniasso
  - Departament Minignan
- Region Kabadougou (stolica w Odienné)
  - Departament Gbéléban
  - Departament Madinani
  - Departament Odienné
  - Departament Samatiguila
  - Departament Séguélon

Źródła.